# Upplevelsepresent
Upplevelsepresent är en form av present bestående av ett förpackat upplevelsepaket, som kan innehålla exempelvis värdebevis/presentkort med personlig hälsning, tillhörande bilder och broschyrer till någon upplevelse. Majoriteten av de företag som erbjuder upplevelsepresenter finns i England där upplevelser står för en betydande del av presentindustrin.
2008 utsågs upplevelsepresenten till årets julklapp av Handelns utredningsinstitut (HUI).
Några exempel på kategorier för upplevelsepresenter är bodyflight, motor, luft, vatten, natur, kultur, sport, kropp och mat/dryck. Det kan vara exempelvis provkörning av motorfordon som Ferraribilar, provflygning (flygplan, helikopter, skärmflygning eller luftballong), vinprovning, 1-dagssegling, provklättring, safari, stadsvandring samt olika former av Spa-kurer.